# Lysiane Rey
Lysiane Rey (13 de noviembre de 1922–1 de octubre de 1975) fue una actriz cinematográfica de nacionalidad francesa. 
Nacida en Amiens, Francia, su verdadero nombre era Jacqueline Andrée Albertine Louise Leharanger. Estuvo casada con el también actor Albert Préjean, con el que tuvo un hijo, Patrick Préjean, que igualmente se dedicó a la interpretación. Su nieta Laura Préjean es también actriz.
Rey falleció en Maisons-Laffitte en 1975.

## Filmografía
- 1941 : L'Étrange Suzy, de Pierre-Jean Ducis
- 1941 : Une femme dans la nuit, de Edmond T. Gréville
- 1941 : Six petites filles en blanc, de Yvan Noé
- 1941 : Après l'orage, de Pierre-Jean Ducis
- 1943 : Les Ailes blanches, de Robert Péguy
- 1943 : Le Secret du Florida, de Jacques Houssin
- 1946 : Les Trois Cousines, de Jacques Daniel-Norman
- 1950 : Mademoiselle Josette, ma femme, de André Berthomieu
- 1950 : L'Homme de joie, de Gilles Grangier
- 1950 : Le Roi des camelots, de André Berthomieu
- 1951 : Dupont Barbès / Malou de Montmartre, de Henri Lepage
- 1951 : Duel à Dakar, de Claude Orval y Georges Combret
- 1952 : Rires de Paris, de Henri Lepage
- 1952 : Mon curé chez les riches, de Henri Diamant-Berger
- 1952 : Minuit quai de Bercy, de Christian Stengel
- 1954 : À toi de jouer Callaghan, de Willy Rozier
- 1956 : La Fille Elisa, de Roger Richebé
- 1959 : Vers l'extase, de René Wheeler
- 1965 : Quand passent les faisans, de Edouard Molinaro